# Brezje, Cerknica
Brezje este o localitate din comuna Cerknica, Slovenia, cu o populație de 24 de locuitori.